# 小行星8469
小行星8469是一颗围绕太阳公转的小行星。1981年10月5日，諾曼·G·托馬斯在可可尼诺县发现了此天体。
这颗小行星的绝对星等为349.7034987632111等。